# Karel Van Miert
Karel Van Miert, född 17 januari 1942 i Oud-Turnhout, död 22 juni 2009, var en belgisk politiker. Han var EU-kommissionär 1989-1999 och ansvarade för transport- och konsumentfrågor 1989-1993, för miljöfrågor 1992-1993 och för konkurrensfrågor 1993-1999. Han var även vice ordförande 1993-1995. 
Dessförinnan var partiledare för Belgiska socialistpartiet 1977-1978 och sedan partiet splittrats i ett flamländskt och ett franskspråkigt parti fortsatte han som ledare för Socialistische Partij Anders 1978-1989. Han har varit ledamot i Europaparlamentet 1979-1985 och i belgiska parlamentet 1985-1988.
Van Miert har en universitetsexamen i internationella relationer från Universitet i Gent.